# Bryan Owsley
Bryan Young Owsley (* 19. August 1798 bei Crab Orchard, Lincoln County, Kentucky; † 27. Oktober 1849 in Frankfort, Kentucky) war ein US-amerikanischer Politiker. Zwischen 1841 und 1843 vertrat er den Bundesstaat Kentucky im US-Repräsentantenhaus.

## Werdegang
Bryan Owsley besuchte die öffentlichen Schulen seiner Heimat. Nach einem anschließenden Jurastudium und seiner Zulassung als Rechtsanwalt begann er in diesem Beruf zu arbeiten. Er ließ sich in Jamestown im Russell County nieder. Im Jahr 1827 war er Protokollführer am dortigen Bezirksgericht. Politisch schloss sich Owsley der Whig Party an.
Bei den Kongresswahlen des Jahres 1840 wurde er im vierten Wahlbezirk von Kentucky in das US-Repräsentantenhaus in Washington, D.C. gewählt, wo er am 4. März 1841 die Nachfolge von Sherrod Williams antrat. Da er bei den folgenden Wahlen im Jahr 1842 dem Demokraten George Caldwell unterlag, konnte er bis zum 3. März 1843 nur eine Legislaturperiode im Kongress absolvieren. Diese Zeit war von den Spannungen zwischen Präsident John Tyler und den Whigs geprägt. Außerdem wurde damals bereits über eine mögliche Annexion der seit 1836 von Mexiko unabhängigen Republik Texas diskutiert.
Nach dem Ende seiner Zeit im US-Repräsentantenhaus war Bryan Owsley ab 1845 bei der Landverwaltungsbehörde in Frankfort angestellt. Dort ist er im Oktober 1849 auch verstorben.